# 伊克尔·温达巴雷纳
伊克尔·温达巴雷纳·马丁内斯（西班牙語：Iker Undabarrena Martínez；1995年5月18日—），西班牙足球运动员，司职中场，现效力马来西亚超级足球联赛球会柔佛DT。